# 北区 (浦项市)
北区（：／ Buk gu */?）是大韩民国庆尚北道浦项市北部的一個区。面積為734.72平方公里。人口252,104人。

## 地理
构成浦項市行政区的2个区之一。

## 历史
1995年浦項市・迎日郡合并、浦項市行政区分为北区与南区。

## 下部行政区画
1邑10洞 6面、1出張所。
- 興海邑 －
- 神光面 －
- 清河面 －
- 松羅面 －
- 杞渓面 －
- 竹長面 － 
  - 上玉出張所 －
- 杞北面 －
- 中央洞 －
- 鶴山洞 －
- 良鶴洞 －
- 竹島1洞 －
- 竹島2洞 －
- 龍興洞 －
- 牛昌洞 －
- 斗湖洞 －
- 長良洞 －
- 環汝洞 －

## 関連項目
- 浦項市
- 南区 (浦項市)
- 新井英一